# Tricyrtis imeldae
Tricyrtis imeldae là một loài thực vật có hoa trong họ Măng tây. Loài này được Guthnick miêu tả khoa học đầu tiên năm 1974.